# Міста Токелау
Місцевості Токелау.
У Токелау налічується 4 місцевості із населенням понад 100 осіб. Столиці острови не мають. 1 місцевість має населення понад 500 мешканців, решта - понад 100. 
| Назва    | Населення (2011) |
| -------- | ---------------- |
| Атафу    | 575              |
| Нукунону | 355              |
| Факаофо  | 265              |
| Фале     | 199              |